# Tröskeln
Tröskeln är en memoarbok från 1982 av Ivar Lo-Johansson

## Handling
Boken skildrar författarens del i arbetarlitteraturens starka framväxt under 1930-talet. Hans flyttar till eget boende i Stockholm och i boken berättas om hans föräldrars bortgång och hans, på äldre dar, fina förhållande till sin mor.
Boken innehåller även porträtt av många andra av den tidens författare och konstnärer, bland annat skildras Moa Martinson och Harry Martinsons äktenskap som tog slut 1941. 
Sven X:et Erixson, som trogen vän, gjorde omslagen till hans böcker. Författare i Danmark och Norge skildras och Ivar Lo-Johansson har en speciell förmåga att fånga författarnas utseende och karaktär. Boken avslutas med att andra världskriget bryter ut.